# Антифашистский комитет Финляндии
Антифашистский комитет Финляндии (фин. Suomen antifasistinen komitea, SAFKA) — незарегистрированная  политическая организация, действующая на территории Финляндии, основанная в ноябре 2008 года. По заявлению председателя организации Йохана Бекмана, комитет насчитывает двадцать активистов и имеет около сотни последователей.
В своём первом манифесте в декабре 2008 года организация определила следующие явления как «фашистские»: расстрелы школьников, оспаривание Парижского мирного договора 1947 года, — а также заявила о «смерти» левого движения. Некоторые участники организации рассматривают приход большевиков к власти в России в 1917 году как «социальный прогресс» и рассматривают СССР как «утопию, реализованную в шведском государстве благосостояния».
Организация жёстко критикуется в эстонских СМИ как «неосталинистская». Точный состав участников организации не анонсировался, известна принадлежность к ней следующих лиц: Йохан Бекман, Леэна Хиетанен, Петри Крон, Томми Лиевемаа, Юха Молари.

## Деятельность
23 марта 2009 года комитет провёл протестную акцию в центре Хельсинки вместе с организациями «Ночной дозор» и «Наши» против организованного посольством Эстонии в Финляндии семинара, посвящённого советским депортациям в Прибалтике. В размещённом в блоге пресс-релизе комитет обвинил посольство Эстонии в Финляндии в «оказании поддержки неонацистам» и в «разжигании русофобии в Финляндии». Акция была поддержана Исламской партией Финляндии, представленной Абдуллой Тамми. Акция комитета, собравшая несколько десятков активистов, привлекла значительное внимание СМИ в Финляндии. Мероприятие посольства Эстонии в Финляндии собрало около 300 человек.

### Манифесты и заявления
Большинство публичных заявлений комитета затрагивают Эстонскую республику, историю Эстонии и право Эстонии на существование в качестве суверенного государства.
Комитет опубликовал манифест, озаглавленный «Манифест антифашистов в Хельсинки», подписанный семью называющими себя «антифашистскими» организациями, указывающими на якобы проводимую властями Эстонии и Латвии «политику апартеида». В манифесте делалось заявление о том, что «попытка балтийских режимов к уравнению коммунизма с фашизмом является формой отрицания Холокоста, поскольку это отрицает уникальную природу нацистских преступлений».
Основываясь на публикации последнего доклада Эстонской международной комиссии по расследованию преступлений против человечности, комитет заявил, что председатель комиссии, финский дипломат и бывший кандидат на пост Генерального Секретаря ООН Макс Якобсон — «идеологический отец криминального режима апартеида в Эстонии» и удостоил его наградой «человеконенавистника года».

### Политические амбиции
Комитет поддерживал Йохана Бекмана при его попытке избрания в Европарламент.

## Освещение в эстонских СМИ
Согласно новостному агентству DELFI, комитет специализируется на оправдании сталинизма, в частности, рассматривая советские депортации в Эстонии как «благотворные» и выдвигая обвинения в «нарушениях прав человека» в Эстонии. Журналист Eesti Päevaleht Хейки Сууркаск характеризовал комитет как «неосталинистский».

## Связи с бывшими сотрудниками КГБ
Доказанные связи комитета с бывшими сотрудниками КГБ обсуждались в СМИ. В частности, Абдулла Тамми (урожд. Ристо Олави Тамми), самоидентифицировавшийся бывший информатор КГБ, присутствовал на одной из демонстраций организации. Книга Йохана Бекмана «Бронзовый солдат», разрекламированная комитетом, была опубликована эстонским издательством «Tarbeinfo», основным владельцем которого является бывший сотрудник КГБ Владимир Илляшевич.

## Участие активистов организации в выборах
Трое активистов организации безуспешно участвовали в выборах в Европарламент 2009 года, проходя по спискам Рабочей партии Финляндии (Бекман, Хиетанен) и Коммунистической партии Финляндии (1997) (Лиевемаа). Йохан Бекман получил 554 голоса (146-й из 233-х), Леэна Хиетанен получила 247 голосов (156-я из 233-х), Томми Лиевемаа получил 204 голоса (181-й из 233-х).
В марте 2011 года комитет назвал четверых кандидатов для участия в выборах в финский парламент. Кандидатами, проходившими по списку Рабочей партии Финляндии, стали театральный и кинорежиссёр Юсси Парвиайнен, Йохан Бекман, пастор Юха Молари и мать Антона Салонена Римма Салонен. Парвиайнен получил 457 голосов, остальные кандидаты по нескольку десятков голосов.

## Родственные организации
Организация имеет родственные структуры в прибалтийских государствах, в частности, Антифашистский комитет Эстонии, Антифашистский комитет Латвии и движение «Ночной дозор».